# Decapterus macarellus

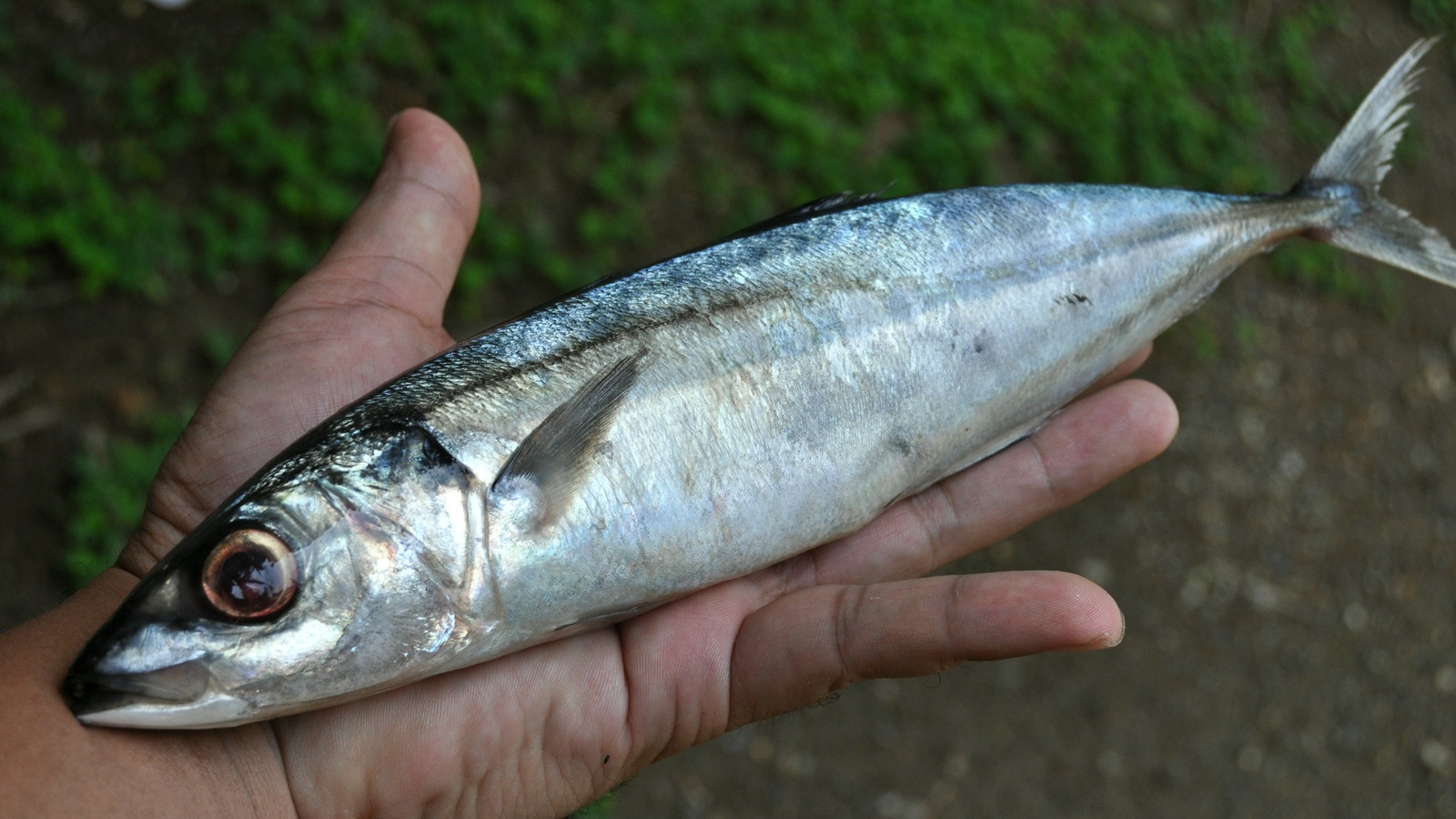
Toàn thân cá nục thu

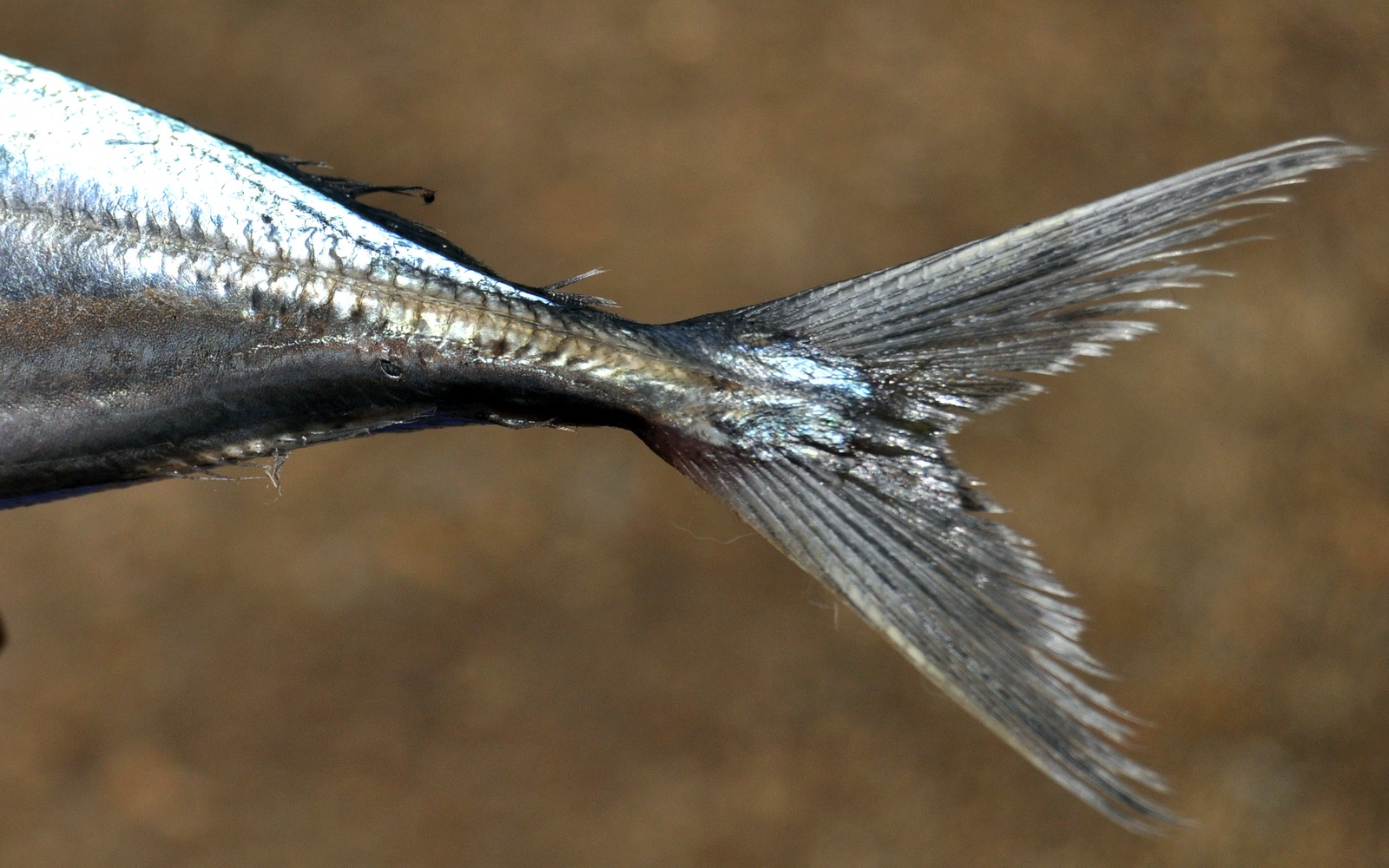
Đuôi của cá nục thu

Cá nục thu (Danh pháp khoa học: Decapterus macarellus) là một loài cá trong họ Cá khế (Carangidae) và được xếp vào các loài cá nục, cá nục thu có thể được coi là cá để sử dụng cho trò câu cá giải trí, chúng thường được sử dụng làm cá mồi.

## Đặc điểm
Cá nục thu lớn nhất được ghi nhận là dài đến 46 cm. Thân hình kéo dài của chúng trông khá tròn khi nhìn từ đầu vào. Chung được phân biệt bởi một lằn nhỏ, tách ra vây, nằm giữa vây lưng và vây đuôi. Cá nục thu có 9 gai và 31-36 tia trên vây lưng của nó, trong khi có bảy gai và 27-30 tia trên vây hậu môn của chúng. Vây cá nục thu có màu kim loại đen đến sang màu xanh-màu xanh lá cây và bụng của nó là màu trắng. Các cạnh của nắp mang có một điểm đen nhỏ, không có điểm trên đường bên. đuôi cá thu cá nục của đã được mô tả như màu đỏ chuyển sang màu vàng-xanh.
Cá thường sống ở các vùng biển nhiệt đới ở độ sâu tới 400 m. Chúng thích nước trong và thường được tìm thấy xung quanh các đảo. Mặc dù cá đã được tìm thấy trên bề mặt, chúng thường bắt gặp ở độ sâu từ 40 và 200 mét. Chúng ăn chủ yếu là động vật phù du.

## Phân bố
Phạm vi cá nục thu bao gồm hầu hết các đại dương của thế giới. Ở phía tây Đại Tây Dương, chúng đã được tìm thấy ngoài khơi Nova Scotia và Bermuda, phía nam đến Rio de Janeiro, mặc dù dường như không phổ biến ở vịnh Mexico. Trong lúc đó phía đông Đại Tây Dương, cá nục đã được tìm thấy ngoài khơi St Helena, đảo Ascension, và Cape Verde. Chúng cũng đã được ghi nhận ở Vịnh Guinea, Azores và Madeira. Tại Ấn Độ Dương, cá nục thu đã được tìm thấy trong biển đỏ và vịnh Aden, chúng cũng được biết đến từ Nam Phi, Mascarenes, Seychelles, và Sri Lanka.
Ở đông Thái Bình Dương, chúng được biết đến từ đảo Revillagigedo, Vịnh California, và bờ biển của Ecuador. Nơi cá nục thu có nguồn gốc bao gồm phía đông bắc và tây bắc Đại Tây Dương, trung tâm phía đông và phía tây Đại Tây Dương, biển Địa Trung Hải và biển Đen, miền Nam phía đông và phía tây Đại Tây Dương, phía đông và phía tây Ấn Độ, và Tây Bắc, trung tâm phía tây, phía đông và trung tâm phía tây nam Thái Bình Dương.

## Giá trị

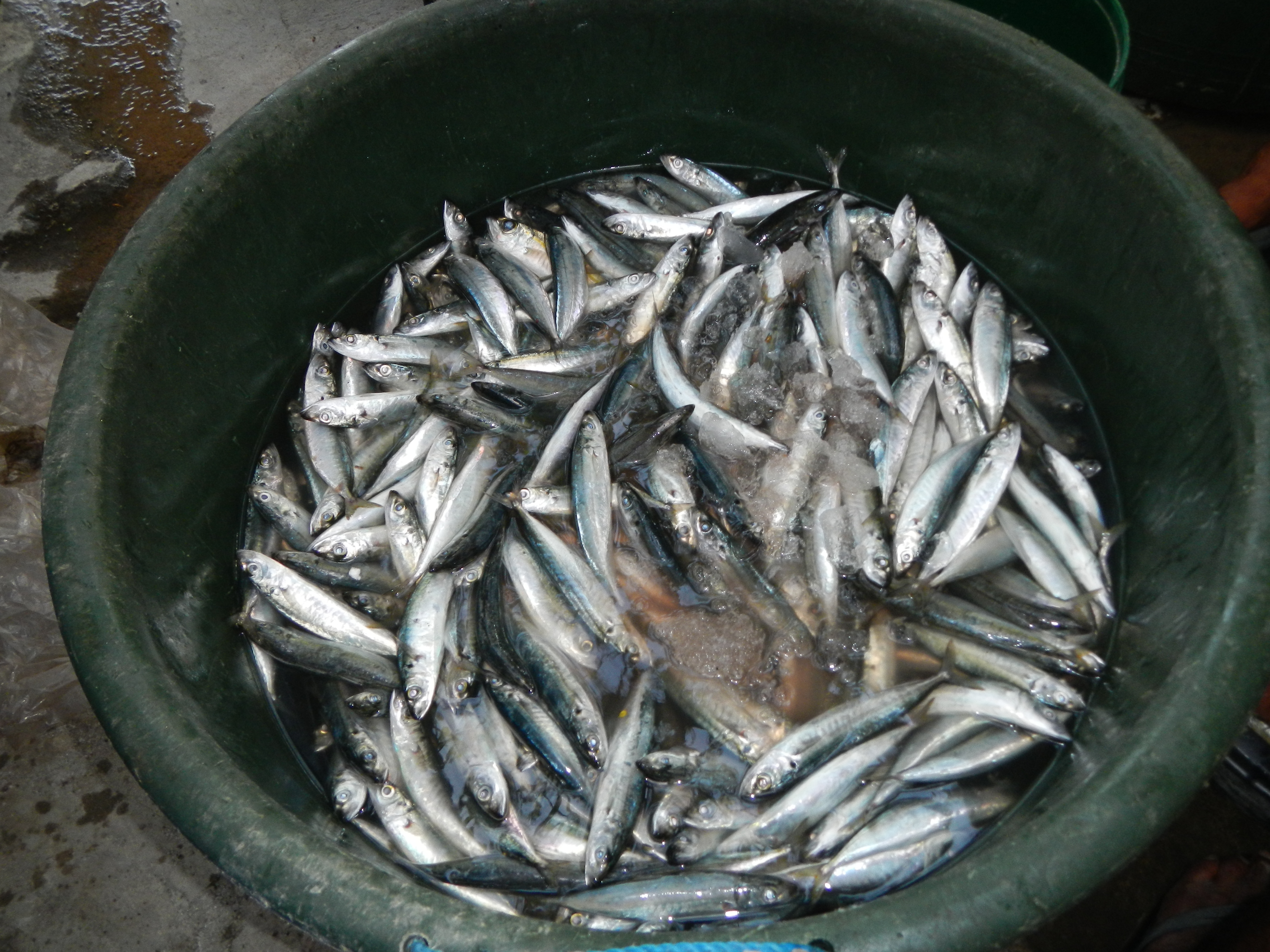
Sản phẩm cá nục thu

Cá nục thu là khá quan trọng cả đối với nghề cá và câu cá thể thao. Chúng có thể được sử dụng như cá thực phẩm,và thường được sử dụng làm cá mồi và để câu các loại cá câu (game fish) như cá mú xanh đốm. Loài này cũng rất có ý nghĩa cho việc sử dụng nó trong việc chuẩn bị các bữa ăn nhẹ Kusaya Nhật Bản, một sản phẩm truyền thống của quần đảo Izu.